# Nádia Silva
Gercinalda Cristina da Silva (Cabinda, 02 de agosto de 1988) é uma atriz, apresentadora e modelo. Participou do concurso Miss Cabinda, ficando em segundo lugar. No concurso Miss Angola 2008, foi segunda colocada. Representou Angola no concurso Miss Mundo 2009, realizado em Joanesburgo, África do Sul.  
Protagonizou a telenovela angolana Windeck. Atualmente, interpreta a personagem Esperança na telenovela portuguesa A Impostora, emitida pela TVI.

## Biografia
Gercinalda Cristina da Silva, ou simplesmente Nádia Silva, é modelo da Hadja Models e tem feito trabalhos como atriz. 
Nádia Silva tornou-se conhecida após ter participado do concurso Miss Cabinda, onde ficou em segundo lugar. Foi segunda colocada no concurso Miss Angola 2008, perdendo a coroa para a candidata Nelsa Alves. Representou Angola no concurso Miss Mundo 2009, realizado em Joanesburgo, África do Sul, onde não atingiu o Top 16.  
Teve uma passagem pela TPA, onde atuou como apresentadora do programa Nsimbote. Em 2012, interpretou a mocinha Ana Maria Kajibanga, protagonista da telenovela angolana Windeck, emitida pela TPA, e exibida em outros países como Portugal, Congo e Brasil.  
Em 2016, interpreta a personagem Esperança na telenovela portuguesa A Impostora, emitida pela TVI.

## Filmografia

### Televisão
| Ano  | Título      | Personagem               | Emissora | Notas        |
| ---- | ----------- | ------------------------ | -------- | ------------ |
| 2012 | Windeck     | Ana Maria Kajibanga Voss | TPA      | Protagonista |
| 2016 | A Impostora | Esperança                | TVI      | Coadjuvante  |

## Ligações Externas
- Nádia Silva. no IMDb.